# Nam Bắc Đẩu tinh quân
Nam - Bắc Đẩu tinh quân là các vị thần trông coi các ngôi sao trong hai chòm Nam Đẩu và Bắc Đẩu trong thần thoại Trung Quốc.
Các ngôi sao này có liên hệ mật thiết với môn Tử vi.

### Nam Đẩu tinh quân
6 vị Nam Đẩu tinh quân (南斗星君), (còn gọi là Nam Tào, nhưng đừng nhầm lẫn với sao Nam Tào) tương ứng với 6 ngôi sao chòm Nam Đẩu, bao gồm:
- Đệ nhất Thiên Phủ cung: Ty Mệnh tinh quân.
- Đệ nhị Thiên Lương cung: Ty Lộc tinh quân.
- Đệ tam Thiên Cơ cung: Duyên Thọ tinh quân.
- Đệ tứ Thiên Đồng cung: Ích Toán tinh quân.
- Đệ ngũ Thiên Tướng cung: Độ Ách tinh quân.
- Đệ lục Thất Sát cung: Thượng Sinh tinh quân.

### Bắc Đẩu tinh quân
7 vị Bắc Đẩu tinh quân (北斗星君) tương ứng với 7 ngôi sao chòm Bắc Đẩu, bao gồm:
- Bắc đẩu đệ nhất Dương Minh Tham Lang tinh quân.
- Bắc đẩu đệ nhị Âm Tinh Cự Môn tinh quân.
- Bắc đẩu đệ tam Chân Nhân Lộc Tồn tinh quân.
- Bắc đẩu đệ tứ Huyền Minh Văn Khúc tinh quân.
- Bắc đẩu đệ ngũ Đan Nguyên Liêm Trinh tinh quân.
- Bắc đẩu đệ lục Bắc Cực Vũ Khúc tinh quân.
- Bắc đẩu đệ thất Thiên Quan Phá Quân tinh quân.